# جامعة قرطبة الخاصة
جامعة قرطبة (المأمون للعلوم والتكنولوجيا) سابقاً، جامعة سورية مقرها الرئيسي بالقامشلي، ولها مقر فرعي في محافظة حلب. تضم خمس كليات باختصاصات مختلفة. أُنشأت بالمرسوم التشريعي رقم /294/ للعام 2003 وتعود بملكيتها لنقابة المهندسين السوريين. تعمل الجامعة تحت إشراف كامل من وزارة التعليم العالي في سورية.

## الكليات
تضم الجامعة خمس كليات وعدد من الأقسام:
- كلية طب الاسنان
- كلية الهندسة المعمارية
- كلية الهندسة والتكنولوجيا، أقسامها:

1. هندسة معلوماتية
2. هندسة تكنولوجيا الاتصالات

- كلية العلوم الادارية والمالية، أقسامها:

1. العلوم المالية والمصرفية
2. التسويق والتجارة الإلكترونية
3. إدارة الأعمال

- كلية اللغات الحية والعلوم الإنسانية، أقسامها:

1. اللغة الإنكليزية وآدابها

## تغير الاسم والملكية
في العام 2011 تم نقل ملكية الجامعة حيث اشترتها نقابة المهندسين في سورية علما أن مشاكل الجامعة القديمة كانت قد زالت بعد أن تم الانتهاء من بناء فرع حلب القريب من مدينة الباب شمال شرق حلب.
وكانت الجامعة تحمل حين تأسيسها اسم "جامعة المأمون الخاصة"